# Aciuroides fasciata
Aciuroides fasciata är en tvåvingeart som beskrevs av Erich Martin Hering 1941. Aciuroides fasciata ingår i släktet Aciuroides och familjen fläckflugor. Inga underarter finns listade i Catalogue of Life.